# Henry Martin (1er baronnet)
Pour les articles homonymes, voir Henry Martin.
Henry Martin, 1er baronnet (1733–1794) est un commandant naval qui termine sa carrière comme contrôleur de la marine de 1790 à 1794.

## Biographie
Martin est né à Shroton House, Dorset, le 29 août 1733. À la mort de son frère George en 1748, il devient le fils aîné survivant du second mariage de Samuel Martin, propriétaire de la plantation d'Antigua avec Sarah Wyke, 20 ans, veuve de William Irish, propriétaire de la plantation de Montserrat aux Antilles.
Martin fait ses études à l'académie navale de Portsmouth et en privé avec le Dr Pemberton. Il est nommé capitaine dans la Royal Navy  et sert dans les eaux américaines et antillaises pendant la guerre de Sept Ans. Il se marie en 1761 et après la conclusion des traités de paix au début de 1763, ils vivent à Bishopstown près de Cork où il a une ferme à bail. Considéré par son père comme "méfiant" et "en manque de cette assurance si nécessaire pour se frayer un chemin vers l'avancement", il le laisse vivre grâce aux ressources limitées provenant des prix en argent et du règlement du mariage de son père. Il retourne brièvement dans la marine en 1770 lors d'une alerte à la guerre et vit ensuite à Bath où son père les rejoint.
En 1780, il est nommé commissaire naval résident à Portsmouth, poste qu'il occupe pendant dix ans.
Harry Martin succède à son demi-frère, Samuel, en tant que propriétaire de plantation à Antigua en 1788. En mars 1790, il est nommé contrôleur de la marine et, plus tard cette année-là, élu député de Southampton. Il est créé baronnet le 28 juillet 1791, Martin de Lockynge, Berkshire.

## Famille
Henry Martin épouse, le 26 novembre 1761, Eliza Anne Gillman, fille de Harding Parker de Passage West County Cork et veuve de St Leger Hayward Gillman de Gillmansville County Cork. Ils ont quatre fils et quatre filles. Leur plus jeune fils, l'amiral Thomas Byam Martin, est également contrôleur de la marine de 1816 à 1831.
Sa fille, Sarah Catherine (c1768-1826), compose la comptine Old Mother Hubbard. Elle subit les attentions d'un très jeune prince William Henry et ne s'est jamais mariée, mais alors qu'elle visitait la maison Devonshire de sa sœur, Mme Pollexfen Bastard, elle assemble la rime sur la gouvernante de sa sœur pour le divertissement des autres invités, même si elle n'est peut-être pas responsable des premières lignes. Il a un tel succès qu'elle le publie en 1805 sous le titre Les aventures comiques de la vieille mère Hubbard et de son chien,.
Il meurt dans sa maison de ville, 51 Upper Harley Street, Londres, le vendredi 1er août 1794.